# Royal-Air-Maroc-Flug 630
Der Royal-Air-Maroc-Flug 630 (Flugnummer: AT630) war ein Linienflug der Fluggesellschaft Royal Air Maroc vom Flughafen Agadir zum Flughafen Casablanca. Am 21. August 1994 verunglückte auf diesem Flug eine ATR 42-312. Bei dem Unfall kamen alle 44 Personen an Bord ums Leben. Als wahrscheinlichste Unfallursache gilt ein gezielt herbeigeführter Absturz durch Einwirken des Flugkapitäns Younes Khayati.
Bis zum Absturz beim Santa-Bárbara-Airlines-Flug 518 2008 handelte es sich um den schwersten Flugunfall einer ATR 42. Mittlerweile ist der schwerste Unfall einer ATR 42 der Trigana-Air-Service-Flug 257 im Jahr 2015.

## Flugzeug
Das betroffene Flugzeug war eine ATR 42-312, ein Typ des von Aeritalia und Aérospatiale gegründeten italienisch-französischen Konsortiums Avions de Transport Régional (ATR) zum Bau von Regionalflugzeugen. Die Maschine trug die Werknummer 127, war 1989 am Produktionsstandort von ATR in Toulouse endmontiert worden und wurde im März 1989 an Royal Air Maroc ausgeliefert. Nach ihrer Testzulassung F-WWEX erhielt die Maschine das marokkanische Luftfahrzeugkennzeichen CN-CDT. Das zweimotorige Regionalverkehrsflugzeug war mit zwei Turboproptriebwerken des Typs Pratt & Whitney Canada PW120 ausgestattet.

## Besatzung und Passagiere
Kapitän der Maschine war der 32-jährige Younes Khayati, der über mehr als 4500 Stunden Flugerfahrung verfügte. Erste Offizierin war Sofia Figuigui. Darüber hinaus befanden sich zwei Flugbegleiter und 40 Passagiere an Bord.

## Flugverlauf
Zehn Minuten nach dem Abflug und in einer Höhe von 16.000 Fuß (ca. 4600 Meter) wurde der Autopilot der Maschine abgeschaltet. Die Maschine ging anschließend in einen Sturzflug über und zerschellte im Atlasgebirge bei Douar Izounine, 32 Kilometer nördlich von Agadir, am Boden. Alle 44 Menschen kamen ums Leben.

## Opfer
Zu den 40 Passagieren an Bord, die bei dem Unfall ums Leben kamen, gehörten ein Prinz aus Kuwait sowie seine Ehefrau. Der Prinz war der Bruder von Scheich Ahmed al-Mahmoud al-Jabir al-Sabah, dem Verteidigungsminister von Kuwait. Mindestens 20 Passagiere kamen nicht aus Marokko, darunter acht Italiener, fünf Franzosen, vier Niederländer, zwei Kuwaitis  und ein US-Amerikaner.

## Ursache
Als Unfallursache wird ein bewusstes Handeln des 32-jährigen Flugkapitäns Younes Khayati vermutet. Dieser habe den Autopiloten gezielt abgeschaltet und die Maschine in den Boden gesteuert. Als Motiv wurde eine nicht erwiderte Liebe vermutet. Die Aufnahmen des Stimmenrekorders lassen Angaben der Agence France-Presse zufolge demnach Rückschlüsse zu, dass der Kapitän unglücklich in seine weibliche Kopilotin verliebt war. Auf den Aufnahmen ist zu hören, wie die Erste Offizierin ruft: „Hilfe, Hilfe! Der Kapitän...“. Der Rest des Rufes verstummt anschließend. Die Flugunfallermittler wollten die These vom unglücklich verliebten Flugkapitän nicht bestätigen.
Die marokkanische Pilotengewerkschaft widersprach der Suizidthese. Ihren Angaben zufolge habe der Kapitän vor dem Unfall keine Anzeichen von persönlichem oder beruflichem Frust gezeigt.